# آینسوورت (آیووا)
آینسوورت (به انگلیسی: Ainsworth) شهری در ایالت آیووا کشور ایالات متحده آمریکا است که جمعیت آن در سرشماری سال ۲۰۱۰ میلادی، ۵۶۷ نفر بوده‌است.